# Paride
Paride (in greco antico: Πάρις?, Páris; in latino Paris), detto anche Alessandro o Paride Alessandro, è una figura della mitologia greca, figlio secondogenito di Priamo, re di Troia e di Ecuba.
Principe troiano, esposto ancora neonato sul Monte Ida a causa delle profezie funeste che lo accompagnarono sin dalla nascita, visse da pastore fino a quando non fu scelto dagli dèi affinché desse il suo giudizio sulla più bella fra le dee Era, Atena e Afrodite.
Riconosciuto dal padre, rientrò a corte e partì in missione diplomatica per Sparta, dove conobbe Elena, moglie di Menelao, la donna più bella del mondo: Afrodite per rispettare la promessa fattagli per ottenere il pomo d’oro fece innamorare la donna perdutamente dell'eroe. Paride rapì quindi Elena e la portò con sé a Troia.
Nel corso della guerra che ne seguì, affrontò Menelao in duello e fu salvato per intervento di Afrodite; in battaglia uccise Achille con l'aiuto del dio Apollo mentre scoccava la freccia.

## Biografia

### Origini

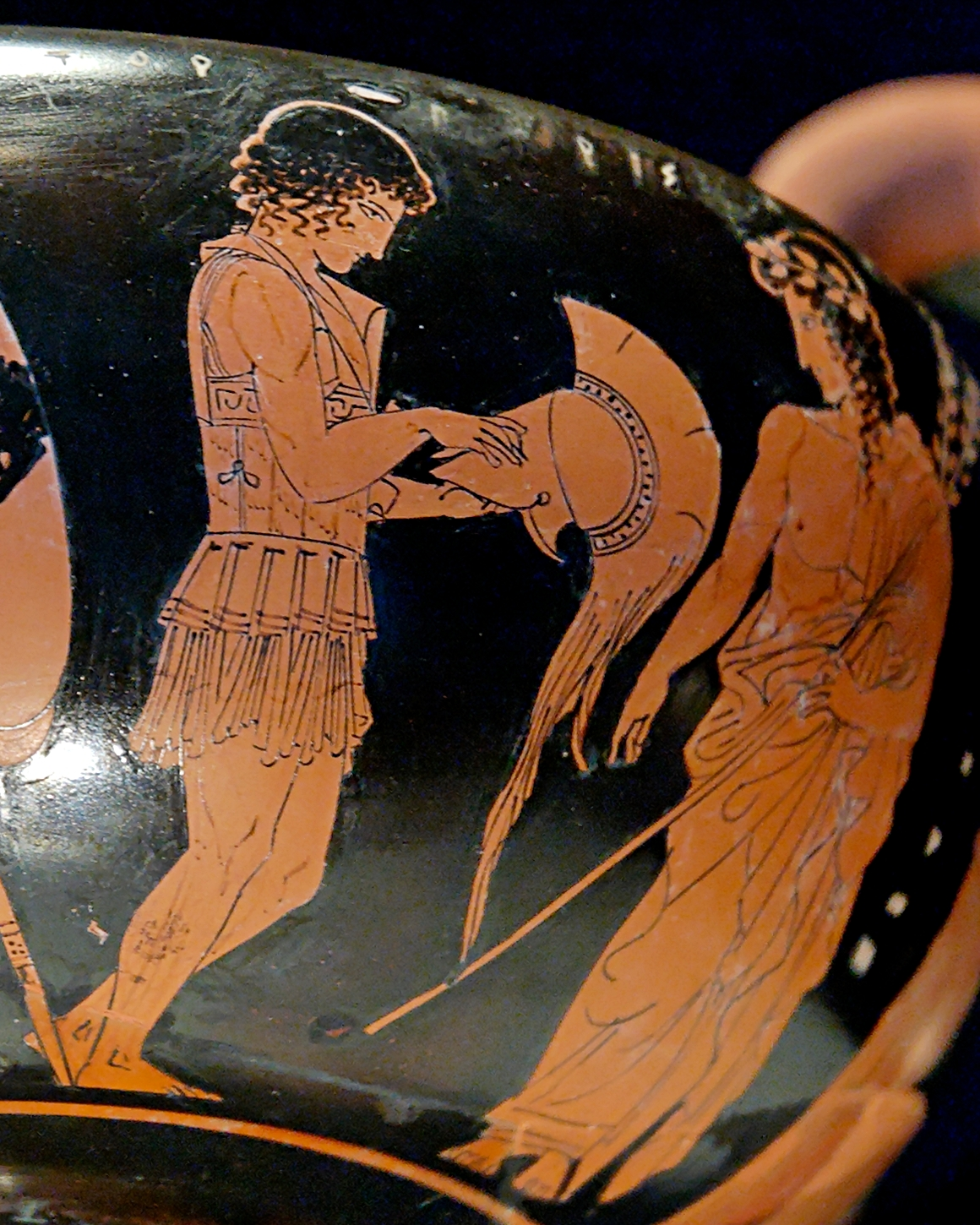
Paride afferra le sue armi mentre Apollo lo guarda. Kantharos attico a figure rosse dal Pittore di Eretria (425–420 circa a.C.), proveniente da Botromagno (Gravina, nel barese) (conservato a Gravina di Puglia, presso la Fondazione Ettore Pomarici Santomasi).

Nella tradizione classica, Paride era figlio di Priamo e di Ecuba. Secondo la tradizione più accettata, Priamo, re di Troia, all'indomani della sua salita al trono, aveva cinquanta figli, la maggior parte dei quali illegittimi. Come afferma lui stesso nell’Iliade, diciannove di essi erano frutto di una sola donna, riconosciuta come la regina Ecuba.
(Omero, Iliade, libro XXIV, versi 495-497; traduzione di Rosa Calzecchi Onesti)
Nei poemi successivi, Paride appare come il secondo e legittimo figlio del re e di Ecuba, sua moglie. Il troiano aveva dunque nove fratelli (il maggiore, Ettore, seguito da Deifobo, Eleno, Pammone, Polite, Antifo, Ipponoo, Polidoro e forse anche Troilo) e quattro sorelle (Creusa, Laodice, Polissena e la profetessa Cassandra).

### La predizione di Esaco, l'abbandono e il riconoscimento di Cassandra

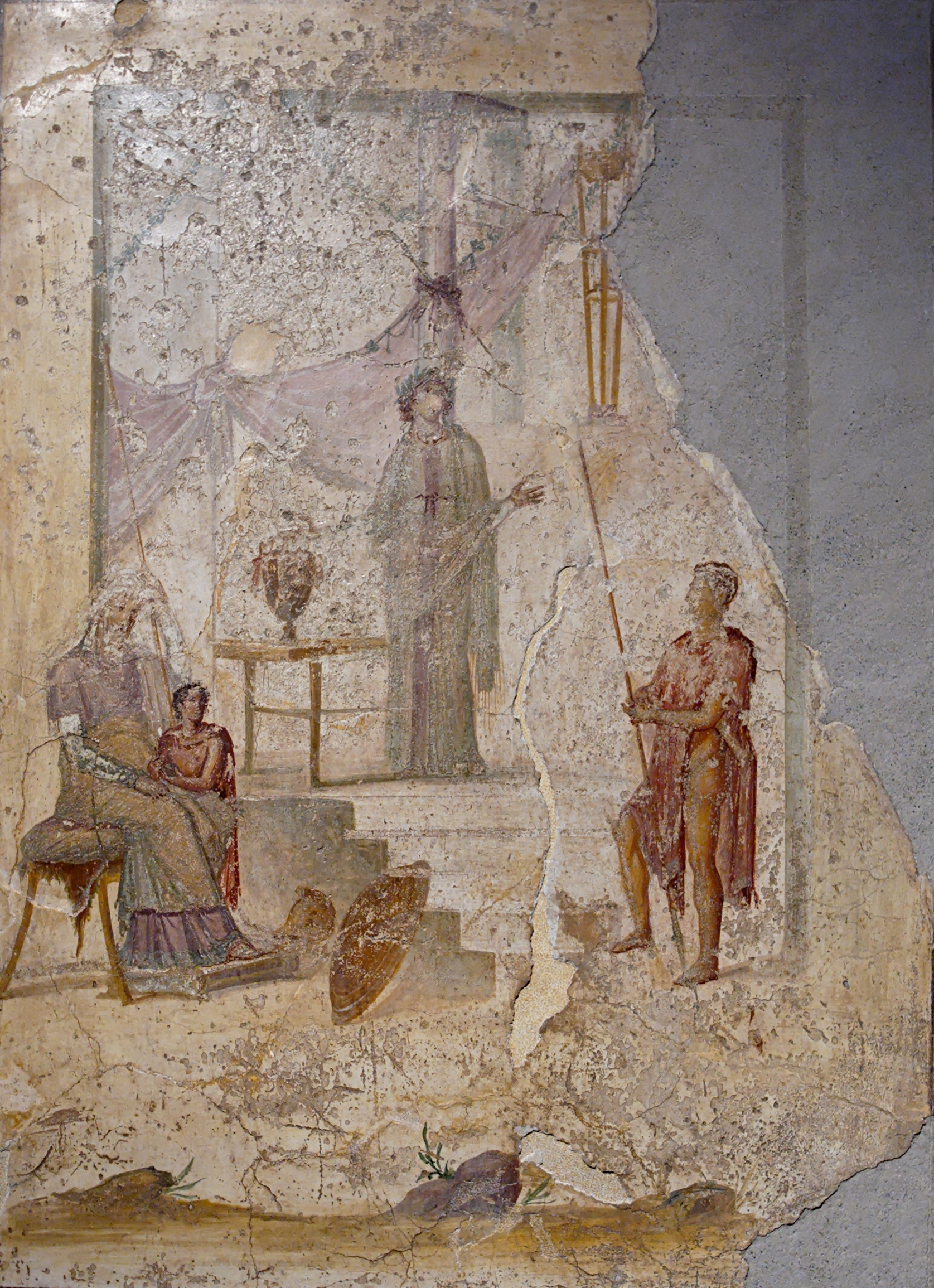
La profetessa Cassandra, al centro, predice la caduta di Troia di fronte a Priamo, che stringe tra le braccia il piccolo Paride con il pomo della discordia; sulla destra, Ettore, in piedi, assiste alla scena. Affresco su intonaco (20–30 d.C.; Napoli, Museo Archeologico Nazionale).

Una notte poco prima della sua nascita, Ecuba sognò di partorire una fascina di legna ricolma di serpenti striscianti, e una fiaccola ardente che divampava appiccando fuoco alla città e ai boschi del monte Ida. Priamo consultò Esaco, suo figlio di primo letto, che era stato investito della facoltà di emettere oracoli, il quale profetizzò che il bambino che Ecuba era in procinto di partorire avrebbe provocato la rovina della città, e consigliò di esporlo appena nato.
Il bambino venne alla luce, ed Esaco si presentò dal padre esortandolo a uccidere il neonato. Ma quel giorno partorirono due donne nel palazzo di Priamo, la sorella Cilla che partorì Munippo, ed Ecuba che partorì Paride. Priamo rinunciò a sacrificare la vita del figlio a discapito della vita di sua sorella Cilla e del figlio di lei Munippo, che ella aveva generato quello stesso giorno dal matrimonio con Timete, e si affrettò a seppellirli nel santuario di Troo.
La stessa visione l'avrebbe avuta in seguito anche Cassandra, figlia di Priamo. Per questo motivo il neonato fu abbandonato sui monti in balia delle fiere e salvato da un pastore e cresciuto da questo come un figlio. Apollodoro ci dice che Priamo mandò il suo servo sul monte Ida per esporre il bambino, che però fu allevato per cinque giorni da un'orsa e lo stesso schiavo, meravigliato dalla vicenda, decise di accoglierlo come figlio proprio, e Paride crebbe come un pastore. Il pastore presentò poi a Priamo la lingua di un cane per far verificare che i suoi ordini erano stati eseguiti; alcuni però sospettano che la stessa Ecuba pagò Agelao affinché risparmiasse la vita del figlio che divenne un giovane di straordinaria bellezza.
Paride manifestò il suo sangue reale nella sua luminosa bellezza e nella sua forza; ancora ragazzo mise in fuga una banda di predatori di bestiame e riuscì a recuperare le bestie rubate, meritandosi per queste gesta il soprannome di Alessandro. Il divertimento prescelto dal giovane pastore consisteva nel far lottare i tori di Agelao l'uno contro l'altro; riservava poi al vincitore una corona di fiori, e al perdente una di paglia. Quando cominciò a verificare che uno di questi tori vinceva con più regolarità, propose una sfida ai tori delle mandrie circostanti dalla quale uscirono tutti sconfitti. Paride allora promise di coronare d'oro il toro che fosse riuscito a soppiantare il suo finché, Ares, per soddisfare un suo capriccio, raccolse la sfida e in sembianze di toro conseguì la vittoria. Allora Paride lo ricompensò con la corona pattuita, conquistando con questo gesto il favore di Ares e degli altri dei che osservavano dall'Olimpo. Per questo motivo Zeus delegò al mortale il compito di arbitro nella disputa delle tre dee.
Qualche tempo dopo, Priamo mandò alcuni suoi uomini a procurarsi un toro nella mandria di Agelao; esso sarebbe stato assegnato come premio al campione dei giochi funebri che si celebravano ogni anno in onore del figlio morto del re. Quando la loro scelta ricadde sul toro campione, Paride fu sorpreso dall'irresistibile desiderio di gareggiare ai giochi. Invano Agelao provò a dissuadere il giovane proponendogli di continuare a far lottare i tori in campagna, non riuscendoci accompagnò Paride a Troia. Era consuetudine delle celebrazioni che, dopo aver disputato il sesto giro di pista nella gara di cocchi, i concorrenti alla gara di pugilato cominciassero a scontrarsi davanti al trono. Paride decise di misurarsi nello scontro, nonostante le proteste di Agelao, e conseguì la corona più per merito del suo coraggio che della sua bravura. Vinse anche la gara di corsa procurando lo sdegno dei figli di Priamo che lo sfidarono di nuovo: il giovane gareggiò di nuovo e vinse la terza corona. Imbarazzati per la pubblica umiliazione che il ragazzo aveva loro inflitto, i principi complottarono di ucciderlo e incaricarono una guardia armata di posizionarsi ad ogni uscita dallo stadio mentre Ettore e Deifobo manovravano le spade contro di lui. Paride si rifugiò sull'altare di Zeus Erceo e Agelao intercedette per lui annunciando a Priamo che il ragazzo era il figlio che credeva perduto. Priamo consultò allora Ecuba la quale, riconosciuto un sonaglio che Agelao aveva trovato nelle mani del bambino abbandonato, verificò l'identità di Paride, il quale fu allora condotto trionfalmente a palazzo dove Priamo organizzò un sontuoso banchetto e sacrifici agli dèi per festeggiare il suo ritorno. Tuttavia quando i sacerdoti di Apollo furono al corrente delle manifestazioni di entusiasmo del re, protestarono annunciando che se nessuno avesse inflitto al ragazzo una condanna a morte, Troia sarebbe andata incontro al declino. Ma Priamo non si curò del verdetto, proclamando: «Perisca pure Troia, ma non il mio bel figliolo».

### Giudizio di Paride

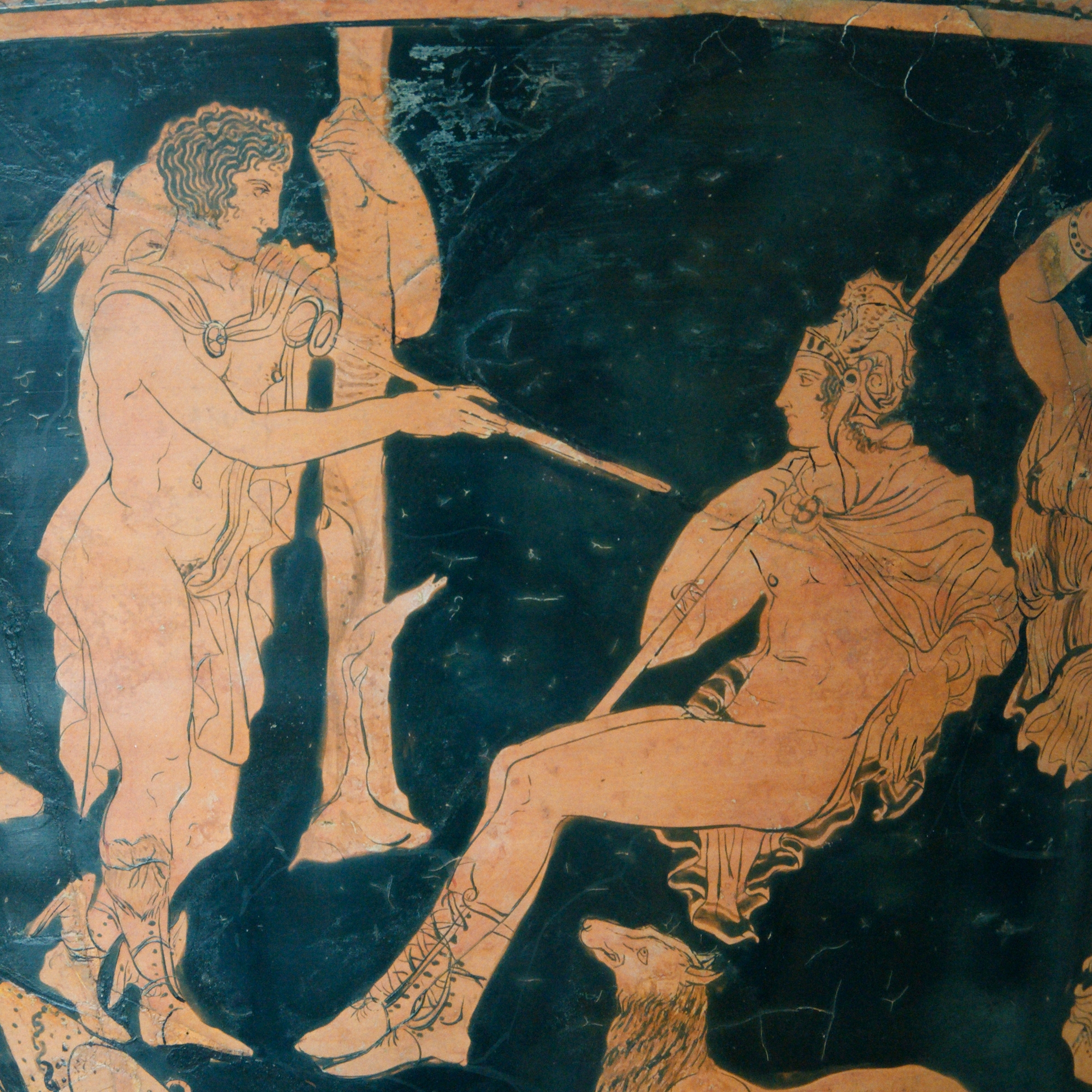
Ermes invita Paride ad arbitrare la contesa tra Atena, Afrodite ed Era. Dettaglio da un cratere-kilyx lucano a figure rosse, ca. 380 a.C., Parigi, Cabinet des médailles de la Bibliothèque nationale de France.

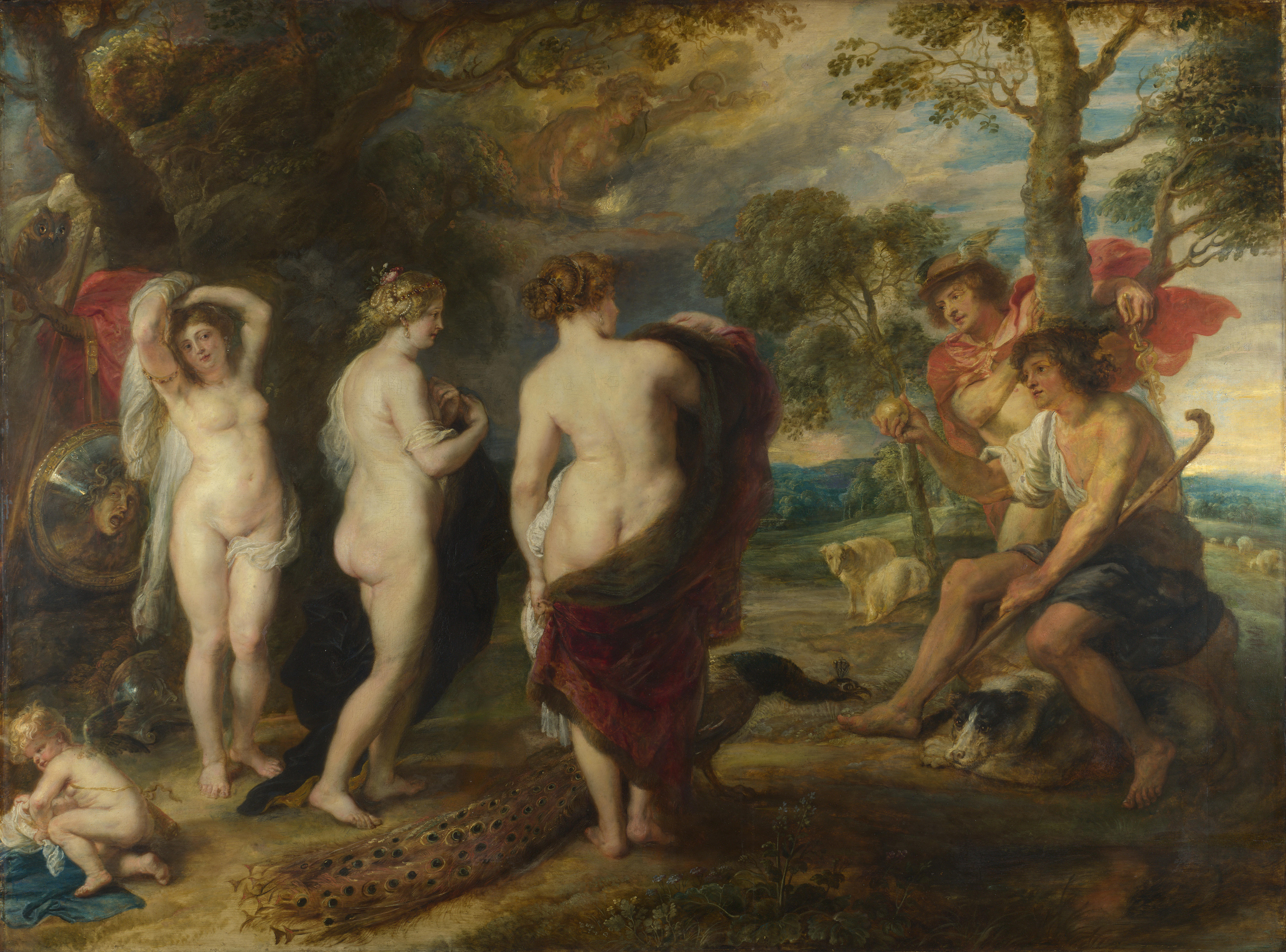
Giudizio di Paride, Peter Paul Rubens

Un giorno, Paride pascolava le sue mandrie sul monte Gargaro, la cima più alta del monte Ida, quando vide avvicinarsi a lui tre bellissime donne (Era, Atena, Afrodite) scortate dal dio Ermes, il quale ripose nelle sue mani la mela d'oro destinata a quella che fosse stata giudicata la più bella delle tre, riportandogli l'ordine di Zeus di pronunciare un giudizio in merito. Il giovane considerò le promesse delle dee: Era gli assicurò che sarebbe diventato l'uomo più potente del mondo, se avesse dato a lei la vittoria; la stessa cosa fece Atena, promettendogli invece di diventare l'uomo più sapiente del mondo; infine Afrodite gli garantì il possesso della donna più bella che mai si fosse vista. Paride sceglie quest'ultima.

### La spedizione a Sparta
Paride architettò di appropriarsi di Elena, moglie di Menelao, sfruttando un compito di cui era stato investito, ossia recuperare Esione, sorella del re Priamo. Quando venne convocato un nuovo concilio per esaminare le condizioni per la restituzione di Esione, dal momento che le offerte pacifiche erano state rifiutate dai Greci, Paride si propose volontario a condurre una spedizione, se Priamo avesse organizzato una flotta competente e militarizzata, annunciando ingegnosamente che se non fosse riuscito a recuperare Esione, forse avrebbe portato con sé una principessa greca sua pari per ratificare il riscatto. Ma in cuor suo questi aveva già deciso di imbarcarsi per Sparta e rapire Elena.
Quel giorno stesso Menelao sbarcò con grande sorpresa a Troia e chiese di visitare le tombe di Lico e Chimereo, figli di Prometeo e Celeno annunciando che l'oracolo delfico gli aveva imposto di sacrificare sulle loro tombe per porre fine a una pestilenza che scatenava stragi a Sparta. Paride strinse amicizia con Menelao e gli propose di farsi purificare da lui a Sparta per discolparsi di un assassinio involontario che aveva inflitto a un ragazzino malcapitato, Anteo, figlio di Antenore, con cui si era misurato in una sfida di spade giocattolo da bambino. Quando Menelao cedette a praticare questa operazione, il giovane, sollecitato da Afrodite, si preparò a salpare incaricando Fereclo di preparare la flotta autorizzatagli da Priamo; la prua della nave ammiraglia era dominata da una Afrodite che stringeva tra le braccia un piccolo Eros come prova del consenso che la dea manifestava per la missione. Afrodite stessa predispose Enea al compito di appoggiare il cugino in veste di complice del ratto. Al momento dell'imbarco, Cassandra, percorsa da schizzi e con i capelli irti in testa, predisse la guerra che quel viaggio avrebbe procurato e lo stesso Eleno approvò le sue parole; ma non furono sufficienti per persuadere Priamo. Nemmeno Enone riuscì a dissuadere Paride dal lanciarsi nell'avventura nonostante egli piangesse al momento del commiato.
Quando la flotta ebbe preso il largo, Afrodite fece soffiare personalmente una brezza marina che sospinse Paride verso la sua meta e qui come prova del patto che i due uomini avevano stretto al momento del loro incontro, Menelao festeggiò il suo arrivo per nove giorni. Fondamentale fu la malia con cui la dea rivestì il giovane.
Menelao aveva una bellissima moglie di nome Elena; Paride se ne innamorò e fu ricambiato. Nonostante il parere contrario di Enea, Paride prese con sé Elena e scatenò la guerra, dopo essersi messo d'accordo con Antimaco, consigliere di Priamo, che convinse il re e gran parte dei concittadini a respingere ogni possibilità di trattare coi greci. Dall'unione con la donna gli nacquero tre figli, Agano, Bugono e Ideo ed una figlia, Elena, chiamata dunque come la madre.
Allo scoppio della guerra di Troia, Corito, figlio di Paride ed Enone, giunse in città per difenderla dagli assalti degli Achei. Elena, colpita dalla sua raggiante bellezza, lo ospitò nel suo talamo suscitando l'ira di Paride il quale, geloso, uccise senza pietà il figlio.

### La guerra di Troia
Nel corso della guerra Paride si dimostrò più volte timoroso di sostenere un duello con Menelao e, per questo, viene più volte criticato dal fratello Ettore, che ne esaltava la bellezza esteriore ma la mancanza delle qualità necessarie ad un eroe, come la forza e il coraggio.
Durante un combattimento contro il marito di Elena, inoltre, Paride fu salvato dalla dea Afrodite, che lo riportò al talamo direttamente dalla battaglia. 
Paride era però un ottimo arciere, non mancava mai il bersaglio. In una versione del mito di Achille, dopo che quest'ultimo uccise Memnone, e ormai i Troiani erano in fuga verso le mura dalla città, Paride scoccò una freccia che, guidata da Apollo, andò a conficcarsi nell'unico punto debole di Achille - il tallone - uccidendolo.

### La morte
Paride fu ucciso mentre entrava in città attraverso le porte Scee, colpito dalle frecce di Eracle scagliate da Filottete. Agonizzante, il giovane chiese aiuto alla ninfa Enone, madre dello stesso Corito ucciso da lui in un impeto di gelosia ed esperta in erbe curative, che però si rifiutò d'aiutarlo; quando ella infine s'impietosì, la morte l'aveva già colto.

## Vittime di Paride

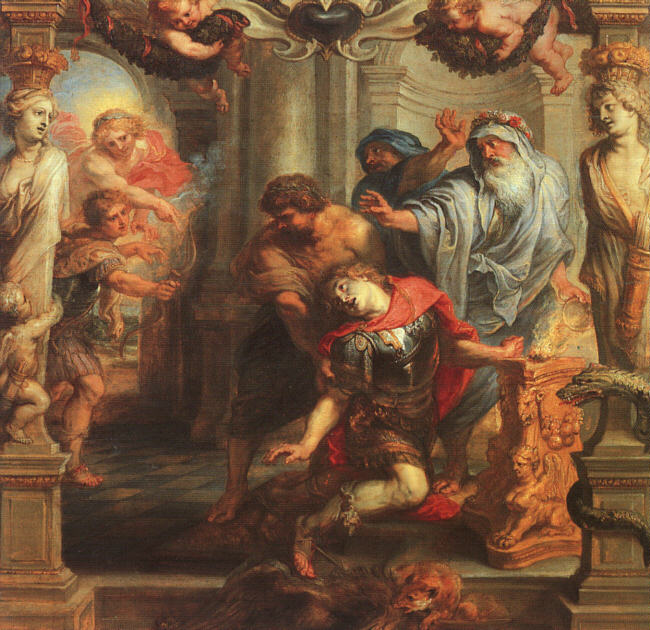
La morte di Achille, Peter Paul Rubens, 1630

Sul numero di nemici uccisi da Paride l'unica fonte esplicita afferma che il figlio di Priamo pose fine alla vita di tre guerrieri. Per riferire il detto, Igino in realtà ha compiuto un calcolo molto essenziale delle imprese da lui compiute nell'Iliade. I vari testi ci hanno tramandato una lista più completa:
1. Cleodoro, guerriero acheo originario di Rodi, figlio di Lerno e Anfiale. (Quinto Smirneo, Posthomerica, libro X, versi 213 ss.)
2. Cleolao, guerriero acheo, scudiero di Mege, capo degli Epei. (Quinto Smirneo, Posthomerica, libro VI, verso 634.)
3. Menestio, guerriero acheo abitante di Arne, figlio di Areitoo e Filomedusa. (Omero, Iliade, libro VII, versi 8-10.)
4. Euchenore, guerriero acheo, figlio dell'indovino Poliido. (Omero, Iliade, libro XIII, versi 660-672.)
5. Deioco, guerriero acheo. (Omero, Iliade, libro XV, versi 341-442.)
6. Eetione, guerriero acheo. (Quinto Smirneo, Posthomerica, libro VI, verso 639.)
7. Mosino, guerriero acheo al seguito di Aiace Telamonio, fratello di Forci. (Quinto Smirneo, Posthomerica, libro VI, versi 631 ss.)
8. Achille, il più valoroso guerriero acheo, figlio di Teti e di Peleo, eroe della guerra contro Troia. (Quinto Smirneo, Posthomerica, libro VI, versi 641 ss.)